# Cénac (Gironde)
Pour les articles homonymes, voir Cénac.
Cénac (Senac en gascon) est une commune du Sud-Ouest de la France, située dans le département de la Gironde, en région Nouvelle-Aquitaine.

## Géographie

### Localisation
Commune de l'aire d'attraction de Bordeaux et de son unité urbaine, Cénac se situe dans l'Entre-deux-Mers, en rive droite de la Garonne, sur la route D 240 Latresne / Saint-Caprais-de-Bordeaux.

### Communes limitrophes
Les communes limitrophes sont  Camblanes-et-Meynac, Carignan-de-Bordeaux, Latresne, Lignan-de-Bordeaux et Saint-Caprais-de-Bordeaux.

### Géologie et relief
La commune a une superficie de 7,5 km2 (750 hectares) et son altitude varie de 7 à 82 mètres.

### Climat
Pour des articles plus généraux, voir Climat de la Nouvelle-Aquitaine et Climat de la Gironde.
Historiquement, la commune est exposée à un climat océanique aquitain.
En 2020, Météo-France publie une typologie des climats de la France métropolitaine dans laquelle la commune est exposée à un climat océanique et est dans la région climatique  Aquitaine, Gascogne, caractérisée par une pluviométrie abondante au printemps, modérée en automne, un faible ensoleillement au printemps, un été chaud (19,5 °C), des vents faibles, des brouillards fréquents en automne et en hiver et des orages fréquents en été (15 à 20 jours).
Pour la période 1971-2000, la température annuelle moyenne est de 13 °C, avec une amplitude thermique annuelle de 14,7 °C. Le cumul annuel moyen de précipitations est de 889 mm, avec 12,1 jours de précipitations en janvier et 7 jours en juillet. Pour la période 1991-2020, la température moyenne annuelle observée sur la station météorologique la plus proche, située sur la commune de Cadaujac à 6 km à vol d'oiseau, est de 13,8 °C et le cumul annuel moyen de précipitations est de 918,3 mm,. Pour l'avenir, les paramètres climatiques de la commune estimés pour 2050 selon différents scénarios d’émission de gaz à effet de serre sont consultables sur un site dédié publié par Météo-France en novembre 2022.

## Urbanisme

### Typologie
Au 1er janvier 2024, Cénac est catégorisée ceinture urbaine, selon la nouvelle grille communale de densité à sept niveaux définie par l'Insee en 2022.
Elle appartient à l'unité urbaine de Bordeaux, une agglomération intra-départementale regroupant 73  communes, dont elle est une commune de la banlieue,,. Par ailleurs la commune fait partie de l'aire d'attraction de Bordeaux, dont elle est une commune de la couronne,. Cette aire, qui regroupe 275 communes, est catégorisée dans les aires de 700 000 habitants ou plus (hors Paris),.

### Occupation des sols

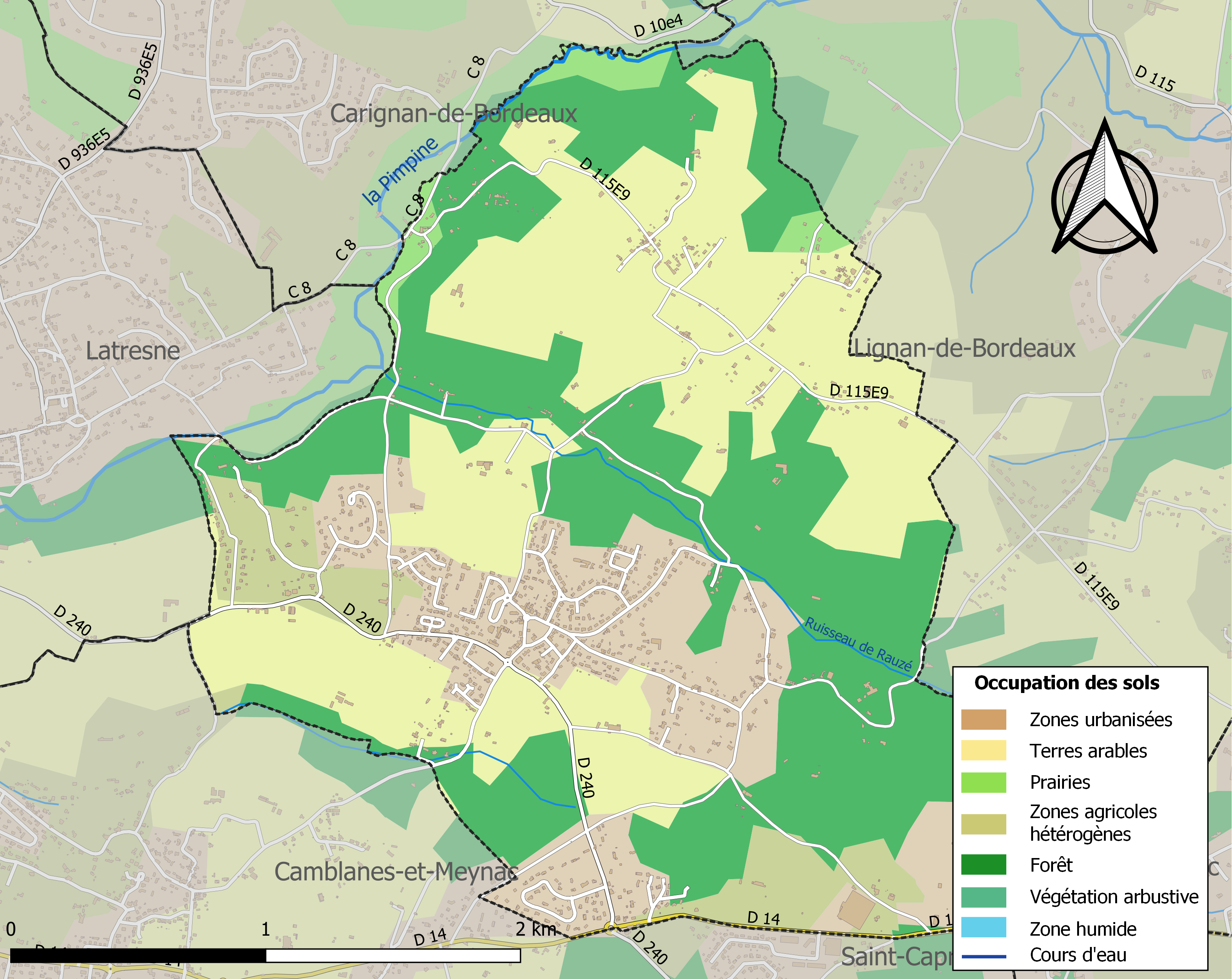
Carte des infrastructures et de l'occupation des sols de la commune en 2018 (CLC).

L'occupation des sols de la commune, telle qu'elle ressort de la base de données européenne d’occupation biophysique des sols Corine Land Cover (CLC), est marquée par l'importance des territoires agricoles (43,6 % en 2018), en diminution par rapport à 1990 (57,9 %). La répartition détaillée en 2018 est la suivante : 
forêts (36,9 %), cultures permanentes (34,9 %), zones urbanisées (16,9 %), zones agricoles hétérogènes (6,5 %), zones industrielles ou commerciales et réseaux de communication (2,6 %), prairies (2,1 %). L'évolution de l’occupation des sols de la commune et de ses infrastructures peut être observée sur les différentes représentations cartographiques du territoire : la carte de Cassini (XVIIIe siècle), la carte d'état-major (1820-1866) et les cartes ou photos aériennes de l'IGN pour la période actuelle (1950 à aujourd'hui).

### Risques majeurs
Le territoire de la commune de Cénac est vulnérable à différents aléas naturels : météorologiques (tempête, orage, neige, grand froid, canicule ou sécheresse), inondations, mouvements de terrains et séisme (sismicité faible). Un site publié par le BRGM permet d'évaluer simplement et rapidement les risques d'un bien localisé soit par son adresse soit par le numéro de sa parcelle.
La commune a été reconnue en état de catastrophe naturelle au titre des dommages causés par les inondations et coulées de boue survenues en 1982, 1983, 1986, 1988, 1989, 1992, 1993 et 1999,.
Les mouvements de terrains susceptibles de se produire sur la commune sont des affaissements et effondrements liés aux cavités souterraines (hors mines) et des tassements différentiels. Par ailleurs, afin de mieux appréhender le risque d’affaissement de terrain, l'inventaire national des cavités souterraines permet de localiser celles situées sur la commune.

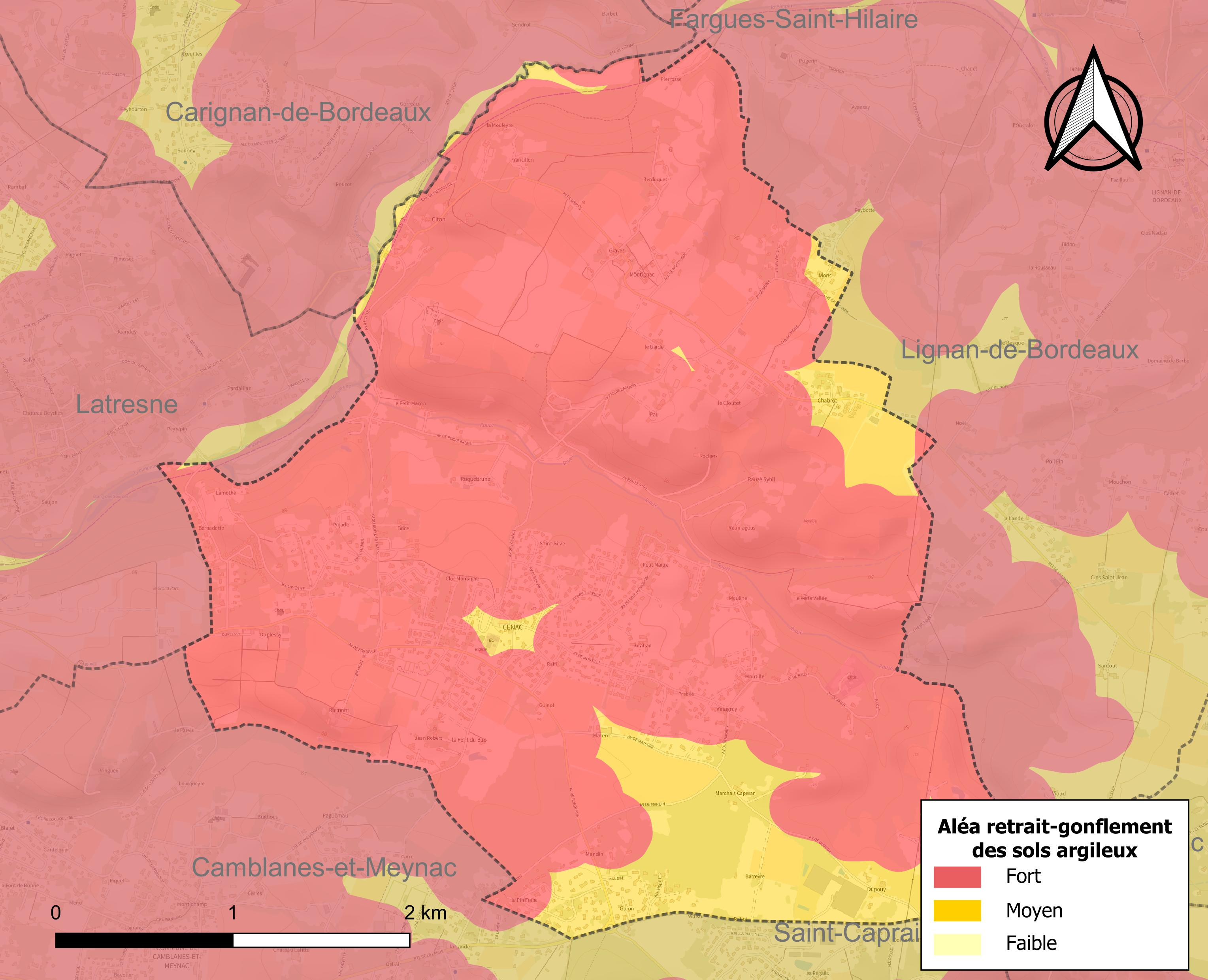
Carte des zones d'aléa retrait-gonflement des sols argileux de Cénac.

Le retrait-gonflement des sols argileux est susceptible d'engendrer des dommages importants aux bâtiments en cas d’alternance de périodes de sécheresse et de pluie. La totalité de la commune est en aléa moyen ou fort (67,4 % au niveau départemental et 48,5 % au niveau national). Sur les 807 bâtiments dénombrés sur la commune en 2019, 807 sont en aléa moyen ou fort, soit 100 %, à comparer aux 84 % au niveau départemental et 54 % au niveau national. Une cartographie de l'exposition du territoire national au retrait gonflement des sols argileux est disponible sur le site du BRGM,.
Par ailleurs, afin de mieux appréhender le risque d’affaissement de terrain, l'inventaire national des cavités souterraines permet de localiser celles situées sur la commune.
Concernant les mouvements de terrains, la commune a été reconnue en état de catastrophe naturelle au titre des dommages causés par la sécheresse en 1989, 1993, 2002, 2003 et 2005 et par des mouvements de terrain en 1999.

## Politique et administration
La commune de Cénac fait partie de l'arrondissement de Bordeaux. À la suite du découpage territorial de 2014 entré en vigueur à l'occasion des élections départementales de 2015, la commune demeure dans le canton de Créon remodelé,. Cénac fait également partie, avec les communes de Latresne, Saint-Caprais-de-Bordeaux, Camblanes-et-Meynac, Quinsac, Cambes et Baurech, de la communauté de communes des Portes de l'Entre-Deux-Mers, membre du Pays du Cœur de l'Entre-deux-Mers.
| Période                                  | Période   | Identité         | Étiquette | Qualité       |
| ---------------------------------------- | --------- | ---------------- | --------- | ------------- |
| Les données manquantes sont à compléter. |           |                  |           |               |
| avant 1988                               | ?         | Pierre Heugas    | PS        |               |
| mars 2001                                | mars 2014 | Simone Ferrer    | DVG       |               |
| mars 2014                                | En cours  | Catherine Veyssy | DVG       | Fonctionnaire |

## Démographie
Les habitants de Cénac sont appelés les Cénacais.
L'évolution du nombre d'habitants est connue à travers les recensements de la population effectués dans la commune depuis 1793. Pour les communes de moins de 10 000 habitants, une enquête de recensement portant sur toute la population est réalisée tous les cinq ans, les populations de référence des années intermédiaires étant quant à elles estimées par interpolation ou extrapolation. Pour la commune, le premier recensement exhaustif entrant dans le cadre du nouveau dispositif a été réalisé en 2004.

En 2022, la commune comptait 2 151 habitants, en évolution de +18,19 % par rapport à 2016 (Gironde : +6,91 %, France hors Mayotte : +2,11 %).
| 1793 | 1800 | 1806 | 1821 | 1831 | 1836 | 1841 | 1846 | 1851 |
| ---- | ---- | ---- | ---- | ---- | ---- | ---- | ---- | ---- |
| 519  | 432  | 448  | 444  | 447  | 470  | 507  | 536  | 534  |

| 1856 | 1861 | 1866 | 1872 | 1876 | 1881 | 1886 | 1891 | 1896 |
| ---- | ---- | ---- | ---- | ---- | ---- | ---- | ---- | ---- |
| 540  | 557  | 634  | 703  | 769  | 781  | 801  | 721  | 724  |

| 1901 | 1906 | 1911 | 1921 | 1926 | 1931 | 1936 | 1946 | 1954 |
| ---- | ---- | ---- | ---- | ---- | ---- | ---- | ---- | ---- |
| 658  | 649  | 570  | 555  | 539  | 535  | 532  | 498  | 579  |

| 1962 | 1968 | 1975 | 1982  | 1990  | 1999  | 2004  | 2006  | 2009  |
| ---- | ---- | ---- | ----- | ----- | ----- | ----- | ----- | ----- |
| 633  | 703  | 934  | 1 474 | 1 700 | 1 806 | 1 844 | 1 842 | 1 846 |

| 2014  | 2019  | 2022  | - | - | - | - | - | - |
| ----- | ----- | ----- | - | - | - | - | - | - |
| 1 787 | 2 082 | 2 151 | - | - | - | - | - | - |

### Économie
Comptant en 2021 une population de 2131 habitants, sont implantés dans Cénac 448 entreprises dont 99,51% de PME. Les entreprises sont toutefois récentes puisque la moyenne d'âge de ces dernières est de 13 ans. De plus le secteur immobilier est une partie intégrante de l'économie Cénacaise puisque 85,6% des ménages sont propriétaires. Cela explique donc la présence de 30 entreprises d'agences immobilières et 73 entreprises de location de biens immobiliers.

## Culture locale et patrimoine

### Lieux et monuments
- Église Saint-André de Cénac. L'édifice a été inscrit au titre des monuments historique en 1995[37].
- Carrières souterraines de Citon-Cénac : réseau très étendu (114 kilomètres) de carrières souterraines désaffectées[réf. souhaitée] (voir le site Natura 2000 « Carrières de Cénac »[38],[39]).

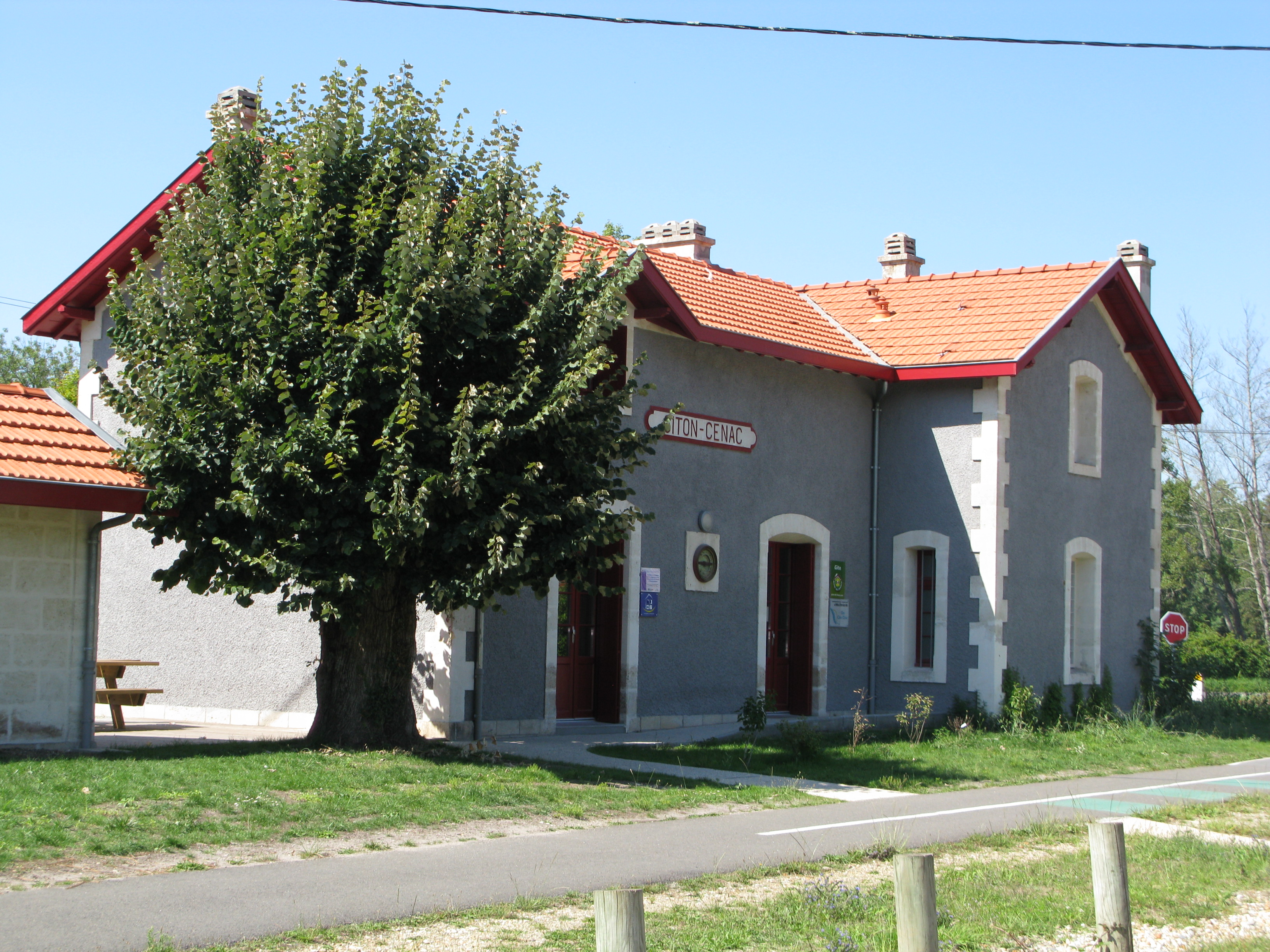
Ancienne gare de Citon-Cénac.
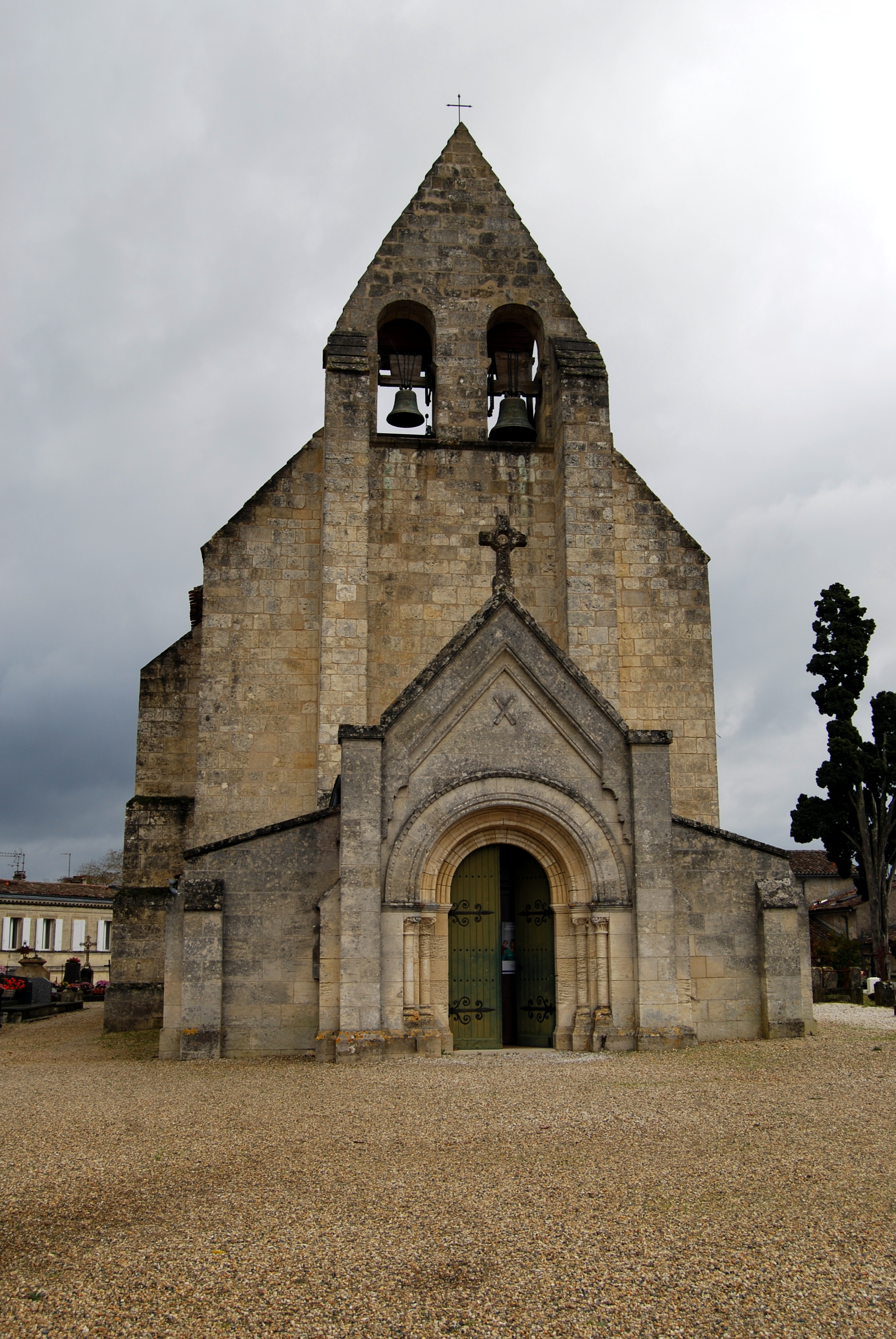
Église Saint-André de Cénac[40].
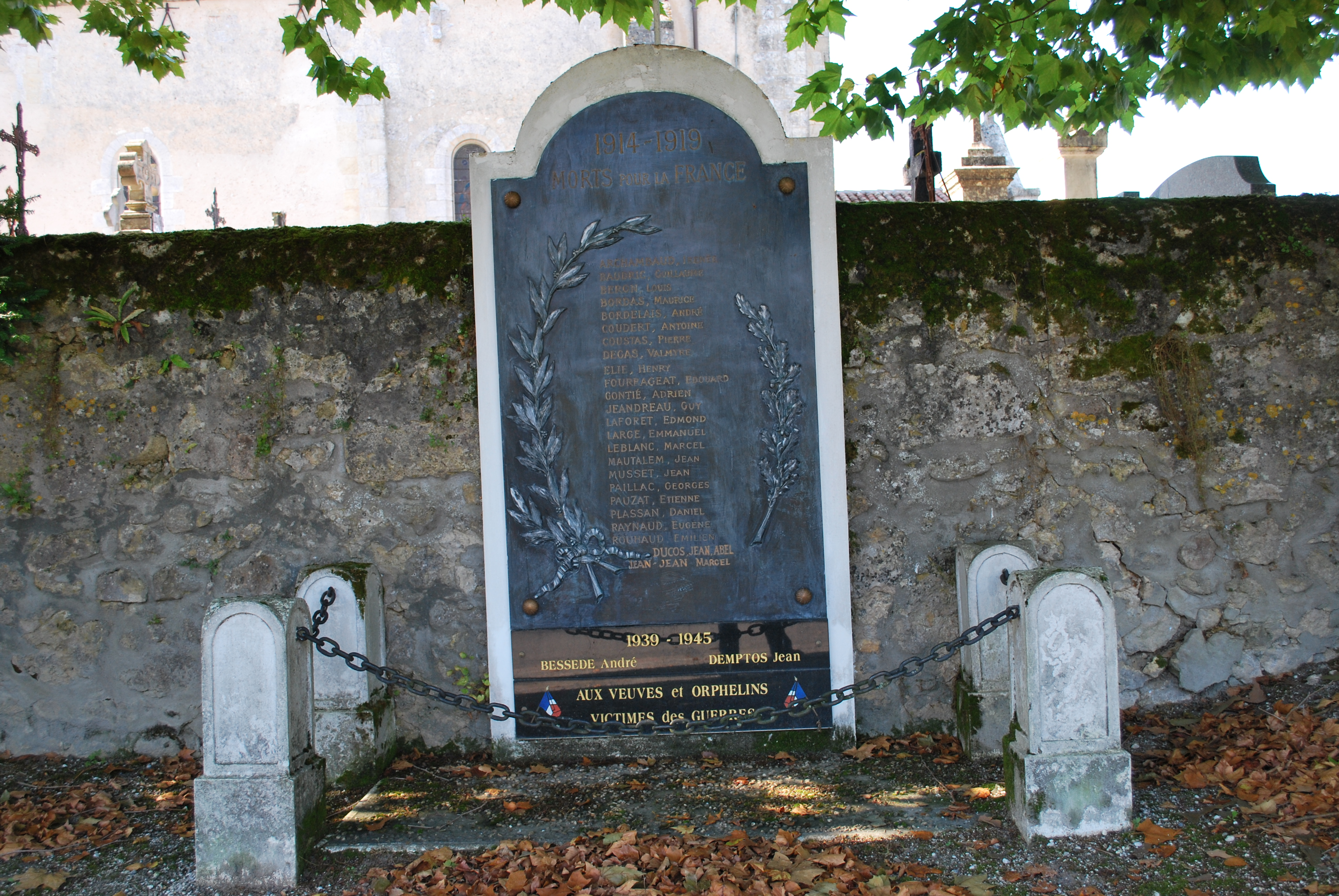
Monument aux morts.
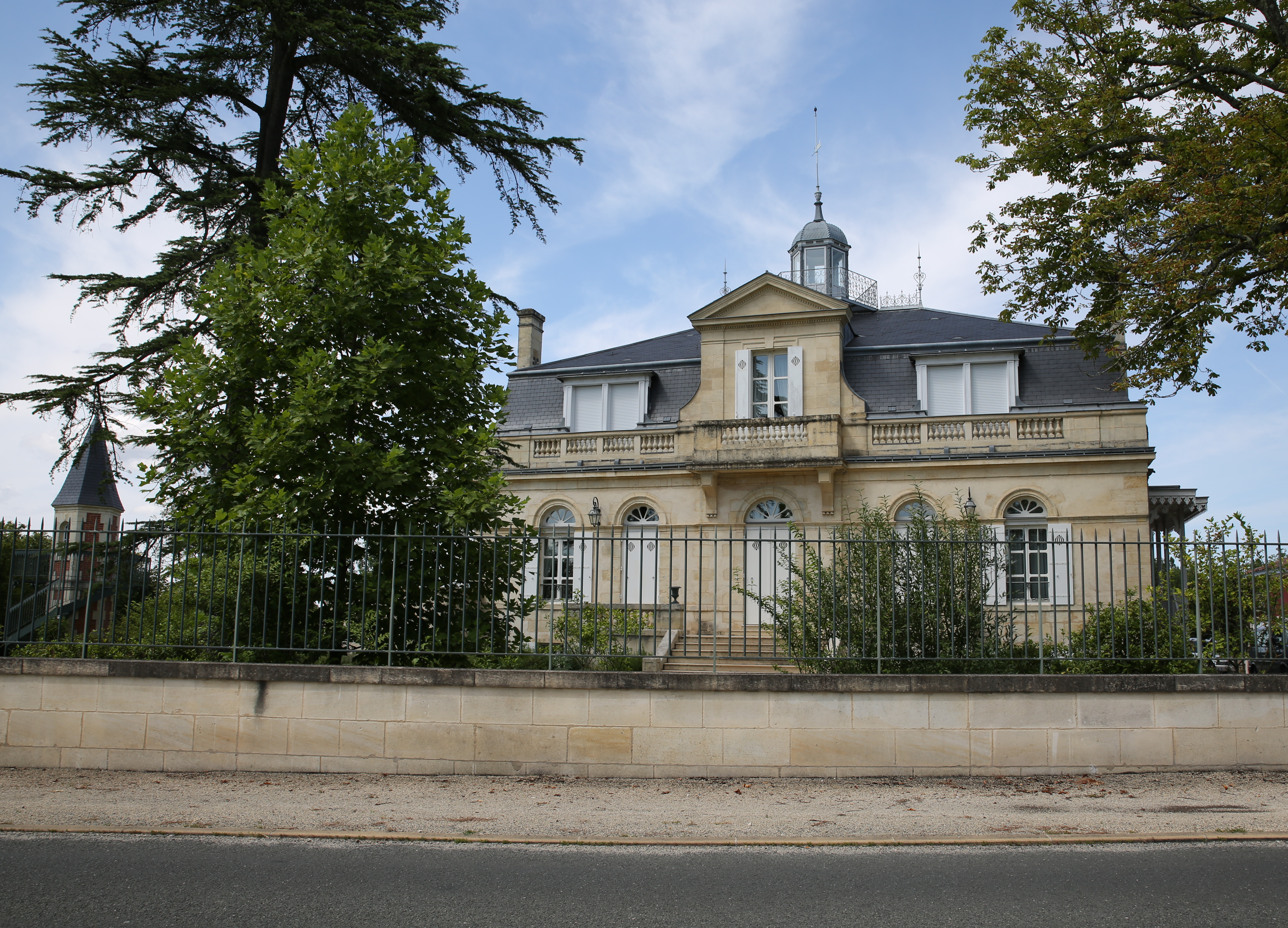
Château Lamothe.

### Personnalités liées à la commune
- L'acteur Pierre Larquey (1884-1962) est né dans la commune, au village du Garde[41] ; une voie de la commune (avenue Pierre-Larquey[42]) porte son nom.
- Jean-Baptiste Sanfourche (1831-1860), architecte français, est né dans la commune.

### Héraldique
| Blason de {{{commune}}} | Blason  | Écartelé en sautoir, au premier d'azur aux trois verres à pied cousus de sable, au deuxième de gueules à la tour d'or ouverte et maçonnée de sable, au troisième de gueules au lion d'or, au quatrième d'azur à la façade d'église d'or ouverte et ajourée de sable sur une terrasse de sinople ; au sautoir diminué d'argent brochant sur la partition ; sur le tout de sable à la grappe de raisin d'or feuillée de deux pièces de sinople ; le tout sommé d'un chef de pourpre soutenu d'un filet d'or et chargé de trois coquilles du même. |
| Blason de {{{commune}}} | Détails | Le statut officiel du blason reste à déterminer. |